# Foreign Affairs
Foreign Affairs (deutsch: „Auswärtige Angelegenheiten“) ist der Titel eines Journals  mit den Schwerpunkten US-Außenpolitik und internationale Politik bzw. internationale Beziehungen. 
Foreign Affairs erscheint seit 1922 in New York City. Das Journal erscheint zurzeit sechs Mal jährlich; ursprünglich bis in die 1990er Jahre als ein Quarterly, also mit vierteljährlicher Erscheinungsweise.
Herausgeber ist James F. Hoge, Jr. im Auftrag des Council on Foreign Relations (CFR), einer großen US-Denkfabrik, der neben zahlreichen Autoren und Wissenschaftlern unter anderem viele ehemalige US-Präsidenten, -Außenminister und -Finanzminister angehören.

## Inhalte
Das häufig zitierte Periodikum gilt vielen als die führende Fachzeitschrift auf ihrem Gebiet weltweit und als die „Strategiezeitschrift der US-amerikanischen Außenpolitik“ schlechthin. Der Spiegel-Redakteur Wilhelm Bittorf nannte die Zeitschrift 1975 die „distinguierteste Publikation für außenpolitische und weltwirtschaftliche Fragen“, nach einem Verlagsprospekt zu Veröffentlichungen des Council on Foreign Relations soll sie in der Washington Post einmal als „Bibel des außenpolitischen Denkens“ bezeichnet worden sein. Derzeit haben die Foreign Affairs eine Auflage von 140.000 Exemplaren. Vieles, was später in konkrete Politik umgesetzt wird, wurde hier zuerst erdacht und argumentativ entfaltet. Hier sind unter anderem der X-Artikel von George F. Kennan, mit welchem der Öffentlichkeit 1947 erstmals die Containment-Politik vorgestellt wurde, und der Artikel Clash of Civilizations von Samuel P. Huntington zu nennen, der 1993 im Magazin veröffentlicht wurde.
Foreign Affairs wurde vom Council on Foreign Relations gegründet um neben den bereits genutzten politischen Zirkeln eine breitere Öffentlichkeit zu erreichen. Das Magazin entwickelte sich zu einem Grundstein des CFR. Erster Herausgeber wurde Archibald Cary Coolidge.
Eine feste Redaktion gibt es nicht. Neben Autoren aus den USA, die den Großteil der publizierten Aufsätze stellen, kommen auch Beiträge aus dem Ausland zum Druck. Foreign Affairs und das CFR beschreiben sich selbst als politisch neutral; es wird der Zeitschrift allerdings bisweilen vorgeworfen, dass sie US-amerikanische Sichtweisen der Dinge bevorzugt.
Ursprünglich hatte sich die Zeitschrift die Erhaltung des Engagements der USA in der Welt aufs Panier geschrieben (Anti-Isolationismus; s. auch Woodrow Wilson). Heute beschreibt das CFR seine Zielsetzung als Förderung des Verständnisses der Welt in den USA und sieht sich als Ideengeber der US-Außenpolitik. Zielgruppen sind die außenpolitischen Akteure der USA und anderer westlicher Industrienationen sowie Journalisten, Studenten und Bürger der USA und des Auslands.
Die Website des mehrfach ausgezeichneten Magazins bietet ein kostenpflichtiges Archiv, in dem alle Artikel ab  1922 zugänglich sind. Ausgewählte Artikel der jeweils aktuellen Printausgabe werden teilweise im Volltext veröffentlicht. Darüber hinaus verweist Foreign Affairs vielfach auch auf andere Internet-Ressourcen zum Bereich Internationale Politik, etwa im „Guide to International Affairs“, einer ausführlichen kommentierten Linkliste.
Ausgewählte Beiträge des Periodikums erschienen in deutscher Sprache exklusiv beim unterdessen eingestellten Rheinischen Merkur. Foreign Affairs kooperiert gegenwärtig u. a. auch mit der russischen Ausgabe von Russia in Global Affairs.

## Assoziierte und vergleichbare Publikationen
USA
- Foreign Policy (Zeitschrift der Carnegie Endowment for International Peace; vgl. foreignpolicy.com)
- The Washington Quarterly

Russland
- Russia in Global Affairs (Moskau, bedeutendste Fachzeitschrift Russlands zu außenpolitischen Themen; vgl. eng.globalaffairs.ru)

China
- Contemporary International Relations wird seit 1993 von den China Institutes of Contemporary International Relations herausgegeben und war die erste englischsprachige Zeitschrift für internationale Beziehungen aus China; vgl. cicir.ac.cn

Deutschland
- Internationale Politik (Zeitschrift der DGAP; vgl. internationalepolitik.de)
- Blätter für deutsche und internationale Politik; vgl. blaetter.de

Vereinigtes Königreich
- International Affairs, Zeitschrift des Chatham House (London; vgl. jstor.org)

Frankreich
- Politique étrangère
- Politique Internationale (Paris; Generaldirektor und Gründer: Patrick Wajsman; vgl. politiqueinternationale.com)
- Le Monde diplomatique